# Quercus acerifolia
Quercus acerifolia là một loài thực vật có hoa trong họ Cử. Loài này được (E.J.Palmer) Stoynoff & Hess miêu tả khoa học đầu tiên năm 1990.

## Hình ảnh

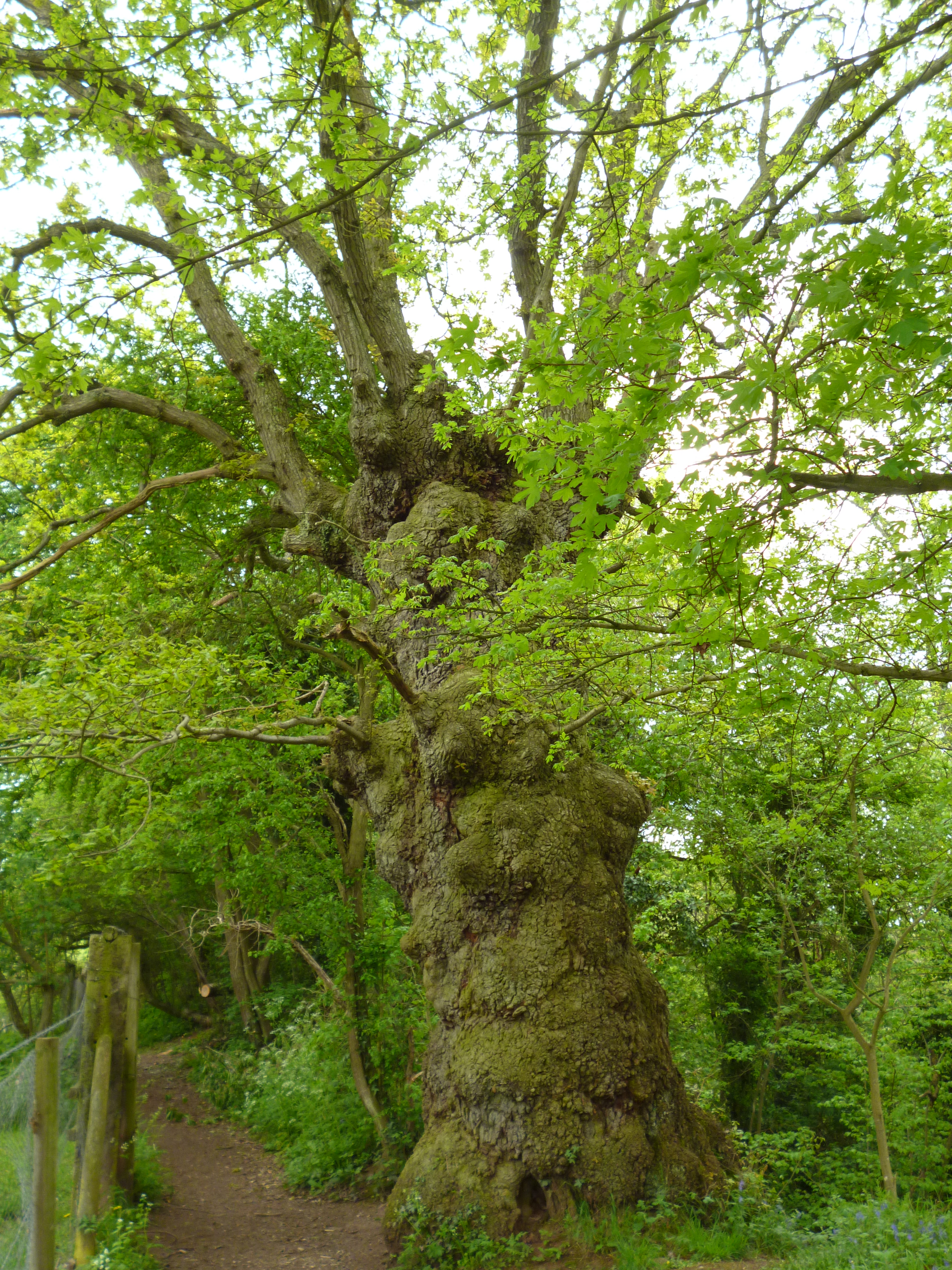
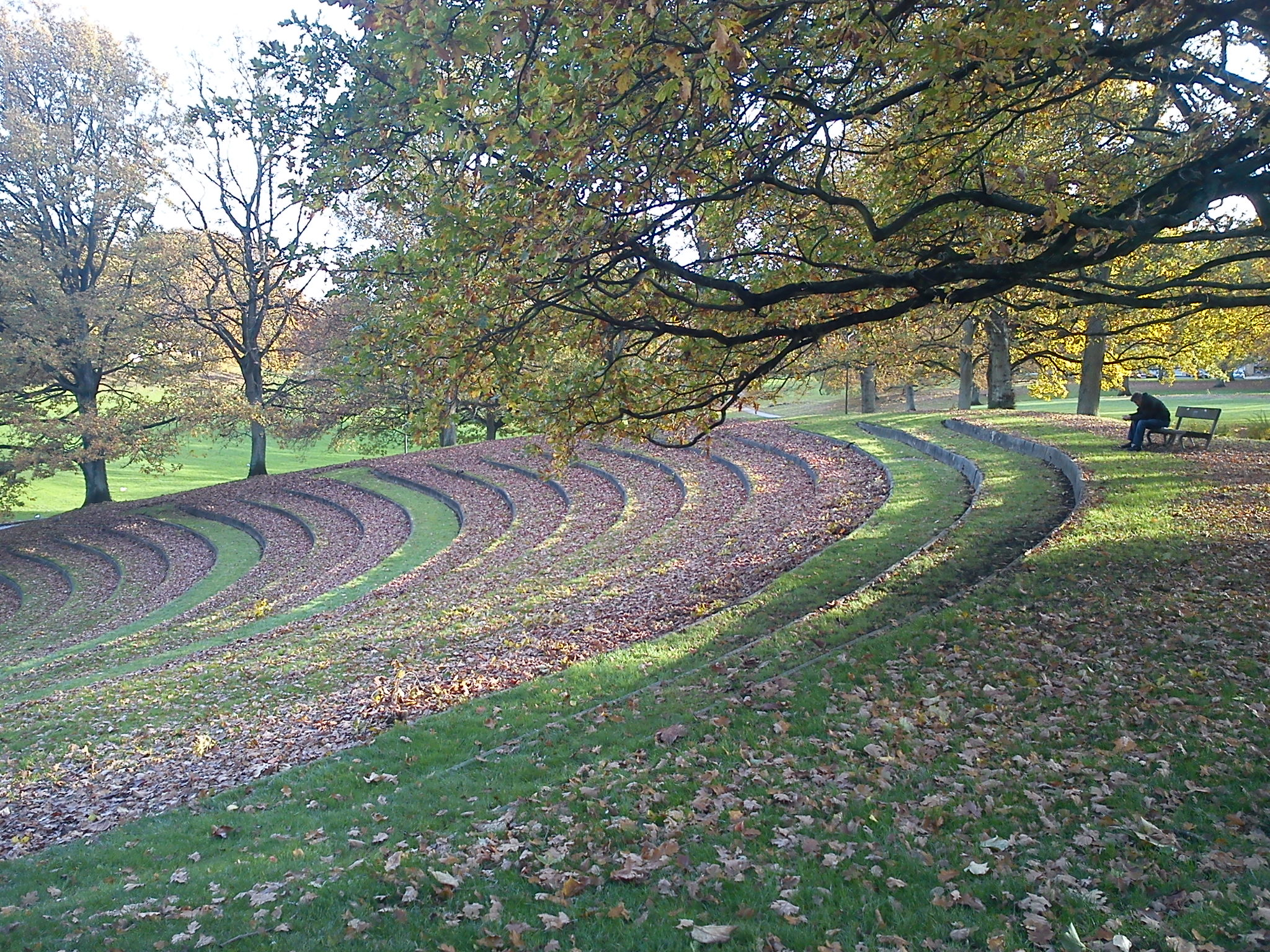